# Marjorie Mountain
Marjorie Mountain (fl. XX secolo) è stata una tennista australiana.

## Biografia
Durante la sua carriera vinse nel doppio all'Australian Open nel 1922 vincendo contro Floris St. George e Lorna Utz in tre set (1-6, 6-4, 7-5), compagna nell'occasione era Esna Boyd Robertson .
Nel singolo nel 1922 sempre al torneo australiano giunse ai quarti di finale venendo fermata da Margaret Molesworth, poi vincitrice del torneo.